# قلعه دختر تنکابن
قلعه دختر تنکابن از قلعه‌های شهرستان تنکابن است که روبروی قلعه «ذوات» و هم سوی قلعه «بهرام در بسطام» است. هر سه قلعه بر انتهای کوه‌ها هستند و با افروختن آتش در قلعه‌ها، هر سه قلعه همدیگر را خبر می‌کردند. از قلعه دختر، آثار برج و باروهای سنگی و اتاق‌ها هنوز باقی است.